# Alejandro Bustillo

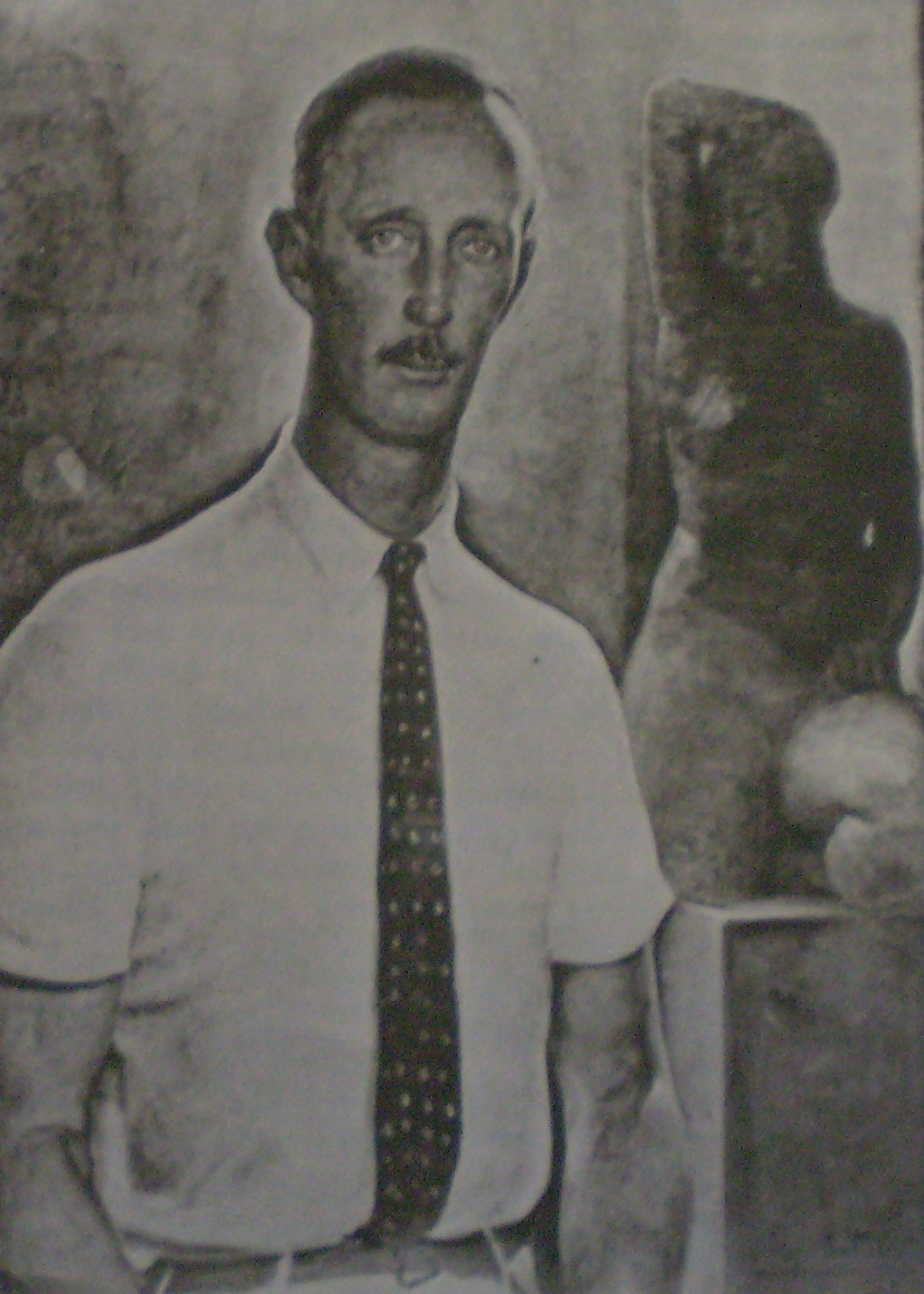
Autorretrato de Alejandro Bustillo.

Alejandro Bustillo (18 de março de 1889 - 3 de novembro de 1982) foi um pintor e arquiteto argentino que deixou sua marca em vários pontos turísticos da Argentina, especialmente na região dos Andes, da Patagônia.
Nascido em Buenos Aires, filho de Maria Luisa Madero e Dr. José Maria Bustillo, completou o ensino secundário na Otto Krause Technical School. Posteriormente, entrou na Escola de Arquitetura na Universidade de Buenos Aires e graduou-se arquiteto, em 1914.
Obteve sua primeira experiência profissional trabalhando no planejamento de fazendas, incluindo a de sua família, a Fazenda La Primavera, em 1918. Dois anos depois, retornou para Buenos Aires. Depois de uma visita a Paris, Bustillo incumbiu-se de dois grandes projetos para Carlos Tornquist, em Buenos Aires, planejando a casa da família (atualmente, Embaixada da Bélgica), em 1923, e o Banco Tornquist (atualmente, Banco Credit Lyonais), em 1928.
De 1924 a 1937, consolidou sua carreira com um grande número de trabalhos, incluindo edifícios comerciais, casas particulares e propriedades para alugar. Em 1932, começou a transformação de uma velha estação hidrelétrica, de Libertador Avenue, Buenos Aires, no Museu Nacional de Belas Artes. Em 1935, trabalhou para o governador da província de Misiones no planejamento da residência do governador, de San Martin Square, do parque municipal, da delegacia e dos arredores das Ruínas de San Ignácio Miní.
Em 1938, começou alguns de seus mais importantes trabalhos, ganhando a competição pelo planejamento do Hotel Llao Llao, em San Carlos de Bariloche, um importante centro turístico. O edifício, feito quase totalmente de madeira, foi destruído pelo fogo, pouco depois de sua construção, em 1939. Um ano depois, Bustillo construiu um novo hotel, reforçado com concreto e pedra. Em 1939, outro trabalho seu, o Cassino Mar del Plata, foi aberto, e ele começou o planejamento do Banco Nacional de Buenos Aires, que finalmente abriu em 1944. Em 1946, ele finalizou o Hotel Provincial e outros trabalhos de urbanização, no Mar del Plata. Seus últimos trabalhos começaram em 1977. Bustillo morreu aos 93 anos, tendo completado mais de 250 projetos.